# Pierre Faure

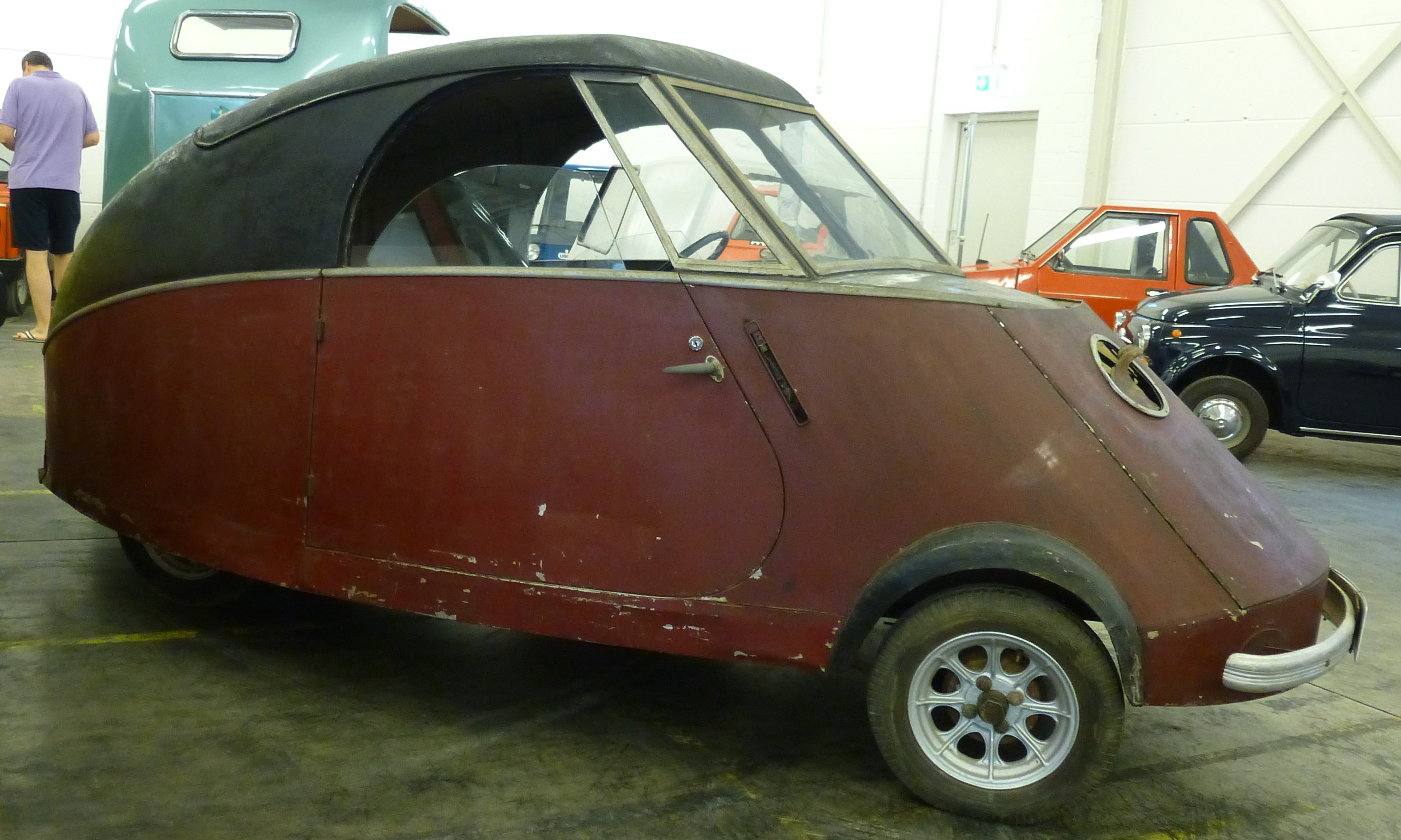
Faure von 1941

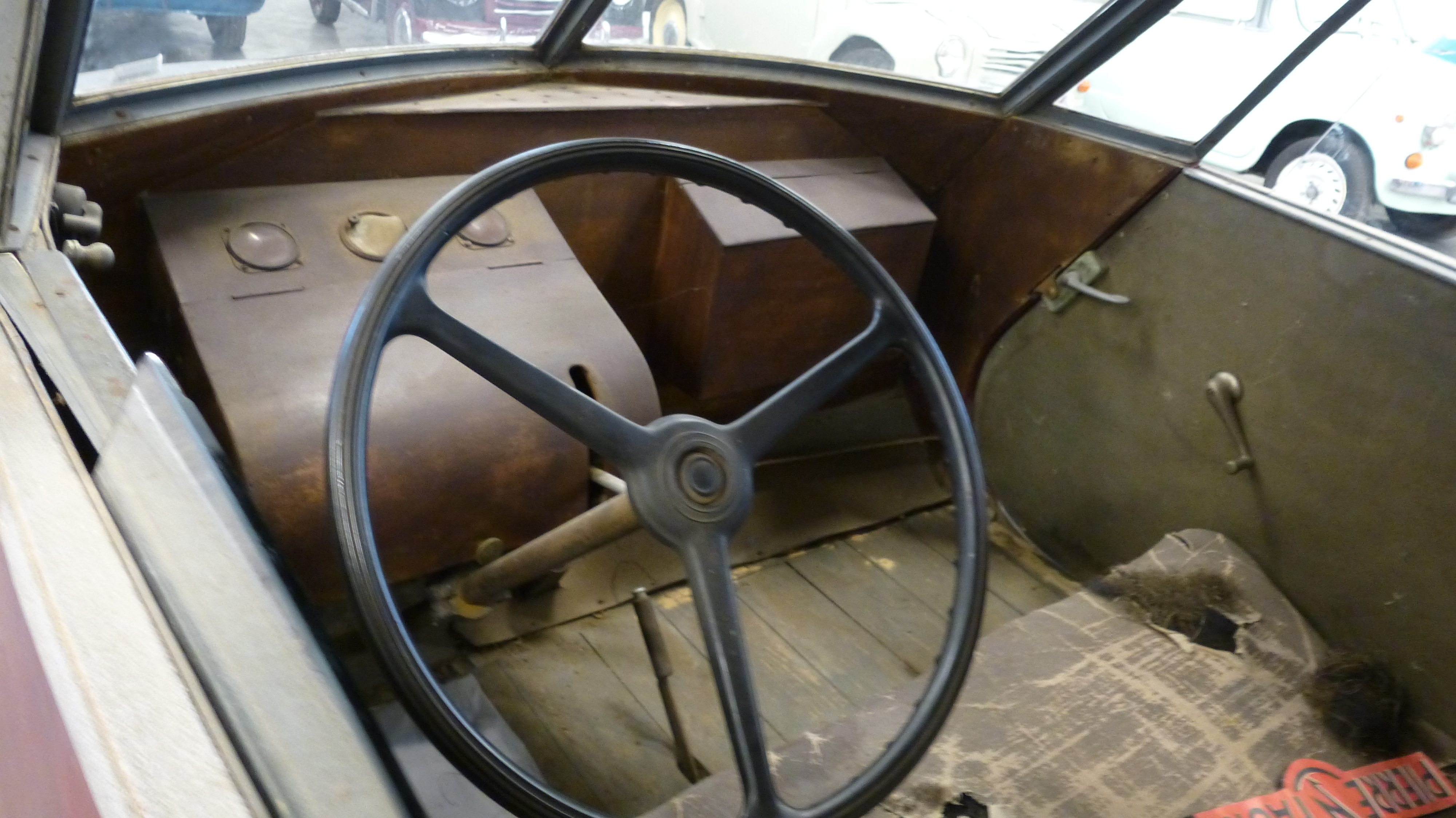
Interieur

Pierre Faure war ein französischer Hersteller von Automobilen.

## Unternehmensgeschichte
Das Unternehmen aus Paris begann 1941 mit der Produktion von Automobilen. Der Markenname lautete Faure oder Pierre Faure. 1946 präsentierte das Unternehmen Fahrzeuge auf dem Pariser Automobilsalon. 1947 endete die Produktion.

## Fahrzeuge
Das Unternehmen stellte ausschließlich Elektroautos her, da während des Zweiten Weltkriegs in Frankreich kaum Benzin zur Verfügung stand. Im Angebot standen ein kleines Coupé und ein Lieferwagen. Gemeinsamkeit war die hintere Schmalspur. Die Höchstgeschwindigkeit betrug 40 bis 45 km/h und die Reichweite 69 bis 80 km. Nach Ende des Zweiten Weltkriegs waren die Fahrzeuge chancenlos gegen benzinbetriebene Fahrzeuge.
2016 wurde ein restaurierungsbedürftiges Fahrzeug von 1941 für 21.900 Euro versteigert.